# Calciummolybdaat
Calciummolybdaat is het calciumzout van molybdeenzuur. In de natuur komt het voor in de vorm van het mineraal powelliet. Het zout kristalliseert in ruimtegroep I41/a met de roosterconstanten a = 519,8(69) pm en c = 1145,8(41) pm.
De verbinding wordt toegepast in de gravimetrische bepaling van calcium: het neerslag van calciummolybdaat is praktisch onoplosbaar in water. Na bestraling met kortgolvige UV-straling vertoont het zout een groene luminescentie. Bij gebruik van UV-licht met een lagere energie (grotere golflengte) treed een oranje luminescentie op. Beide effecten vinden hun oorsprong in het molybdaat-anion.